# Agua dura

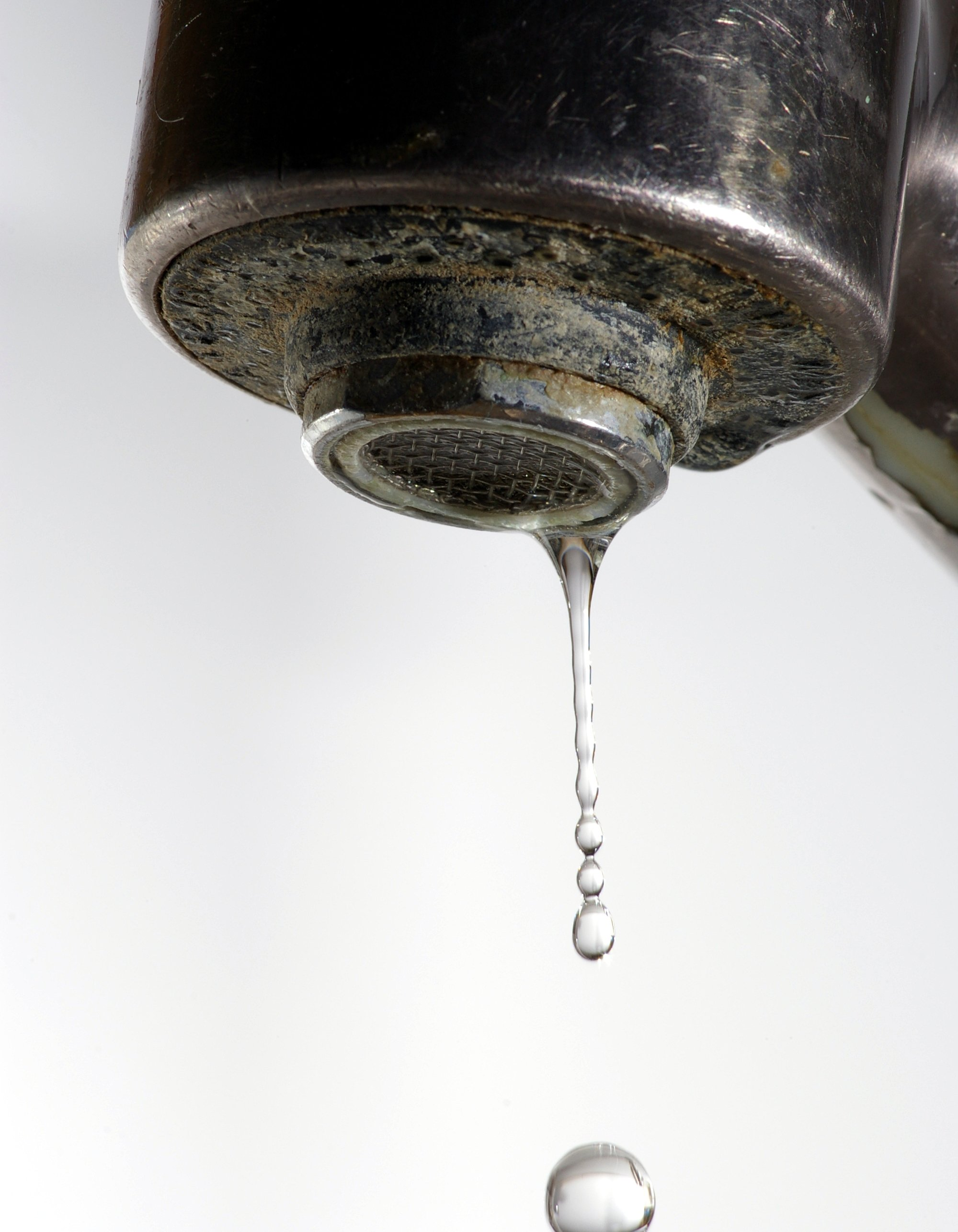
Un grifo mostrando calcificación debido al uso de agua dura.

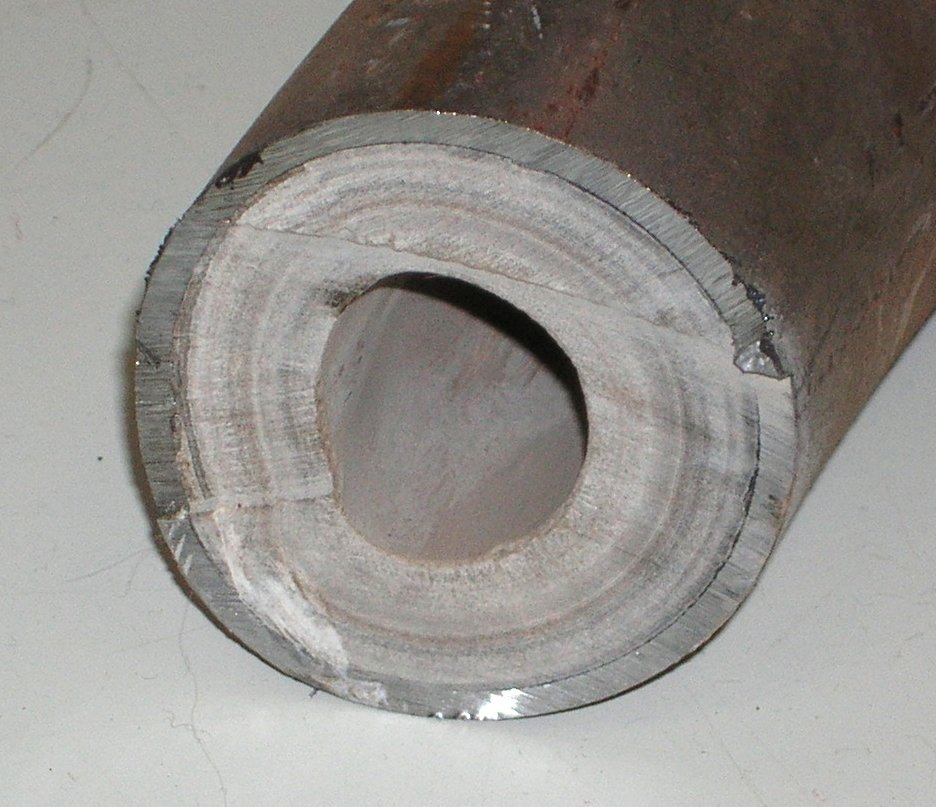
Acumulación de sucesivas costras calcáreas concéntricas en una tubería debida al agua dura.

En química, el agua calcárea o agua dura —por contraposición al agua blanda— es aquella que contiene un alto nivel de minerales, en particular sales de magnesio y calcio. A veces se da como límite para denominar a un agua como dura una dureza superior a 120 mg/L CaCO3.
La dureza del agua se expresa normalmente como cantidad equivalente de carbonato de calcio (aunque propiamente esta sal no se encuentre en el agua) y se calcula, genéricamente, a partir de la suma de las concentraciones de calcio y magnesio existentes (miligramos) por cada litro de agua; que puede expresarse en concentración de CaCO3. Es decir:
Dureza (mg/l de CaCO3) = 2,50 [Ca++] + 4,116 [Mg++]. Donde:
- [Ca++]: Concentración de ión Ca++ expresado en mg/l.
- [Mg++]: Concentración de ión Mg++ expresado en mg/l.

Los coeficientes se obtienen de las proporciones entre la masa molecular del CaCO3 y las masas atómicas respectivas: 100/40 (para el Ca++); y 100/24,3 (para el Mg++).

## Tipos de dureza

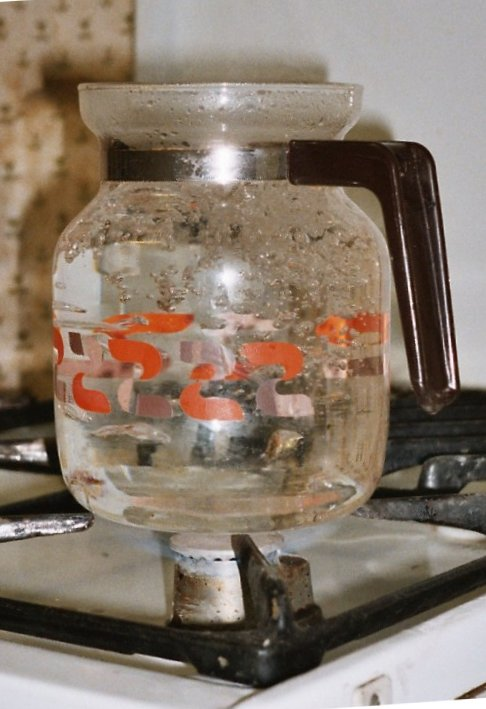
Agua hirviendo.

En la dureza total del agua se puede hacer una distinción entre dureza temporal (o de carbonatos) y dureza permanente  (o de no-carbonatos) generalmente de sulfatos y cloruros.

### Dureza temporal
La dureza temporal se produce a partir de la disolución de carbonatos en forma de hidrógenocarbonatos y puede ser eliminada al hervir el agua o por la adición del hidróxido de calcio (Ca(OH)2).
{\displaystyle {CaCO_{3}}{_{(s)}}+{H_{2}}{O}{_{(l)}}+{CO_{2}}{_{(g)}}{\rightleftharpoons }{Ca(HCO_{3})_{2}}{_{(aq)}}}
El carbonato de calcio es menos soluble en agua caliente que en agua fría, así que hervir (que contribuye a la formación de carbonato) se precipitará el bicarbonato de calcio fuera de la solución, dejando el agua menos dura.
Los carbonatos pueden precipitar cuando la concentración de ácido carbónico se altera, con lo que la dureza temporal disminuye, y si el ácido carbónico aumenta puede aumentar la solubilidad de fuentes de carbonatos, como piedras calizas, con lo que la dureza temporal aumenta. Todo esto está en relación con el pH de equilibrio de la calcita y con la alcalinidad de los carbonatos. Este proceso de disolución y precipitación es el que provoca las formaciones de estalagmitas y estalactitas.

### Dureza permanente
Esta dureza no puede ser eliminada al hervir el agua, la causa más corriente es la presencia de sulfatos y/o cloruros de calcio y de magnesio en el agua, sales que son más solubles según sube la temperatura, hasta cierta temperatura, luego la solubilidad disminuye conforme aumenta la temperatura.

## Medidas de la dureza del agua
Las medidas de dureza o grado hidrotimétrico (GH) del agua son:
mg/l CaCO3 o ppm de CaCO3Miligramos de carbonato cálcico (CaCO3) en un litro de agua; esto es equivalente a ppm de CaCO3.
Grado alemán (Deutsche Härte, °dH)Equivale a 17,8 mg/l CaCO3.
Grado americanoEquivale a 17,2 mg/l CaCO3.
Grado francés (°fH)Equivale a 10,0 mg/l CaCO3.
Grado inglés (°eH) o grado ClarkEquivale a 14,3 mg/l CaCO3.
La forma más común de medida de la dureza de las aguas es por titulación con EDTA. Este agente quelante permite valorar conjuntamente el Ca y el Mg (a pH=10) o solo el Ca (a pH=12), por los complejos que forma con dichos cationes.

### Clasificación de la dureza del agua
La clasificación del agua según la dureza, según la OMS es la siguiente:
| Tipos de agua           | mg/l    | °fH       |
| ----------------------- | ------- | --------- |
| Agua blanda             | ≤60     | ≤6,0      |
| Agua moderadamente dura | 60-120  | 6,0-12,0  |
| Agua dura               | 120-180 | 12,0-18,0 |
| Agua muy dura           | >180    | >18,0     |

La clasificación del agua según la dureza, según la escala de Merk, es la siguiente:
- De 0 a 79 mgCaCO3/l, se considera agua muy blanda
- De 80 a 149 mgCaCO3/l, se considera agua blanda
- De 150 a 329 mgCaCO3/l, se considera agua semi dura
- De 330 a 549 mgCaCO3/l, se considera agua dura
- Más de 550 mgCaCO3/l, se considera agua muy dura

## Eliminación de la dureza
Las operaciones de eliminación de dureza se denominan ablandamiento o suavizado de aguas y se llevan a cabo con un descalcificador.
La dureza puede ser eliminada utilizando el carbonato de sodio (o de potasio) y cal. Estas sustancias causan la precipitación del Ca como carbonato y del Mg como hidróxido.
Otro proceso para la eliminación de la dureza del agua es la descalcificación de esta mediante resinas de intercambio iónico. Lo más habitual es utilizar resinas de intercambio catiónico que intercambian los iones calcio y magnesio presentes en el agua por iones sodio u otras que los intercambian por iones hidrógeno.
La dureza se puede determinar fácilmente mediante reactivos. La dureza también se puede percibir por el sabor del agua. Es conveniente saber si el agua es agua dura, ya que la dureza puede provocar depósitos o incrustaciones de carbonatos en conducciones de lavadoras, calentadores, y calderas o en las planchas.
Si ya se han formado, se pueden eliminar con algunos productos antical existentes en el mercado, aunque un método muy válido para conseguir disolver los carbonatos es aplicar un ácido débil (acético, cítrico, etc.) en los depósitos. Como dato adicional para eliminar estos residuos de alguna llave de baño, es bueno usar un poco de vinagre blanco, si pueden, sumergir la pieza en el vinagre y dejarla reposar de 20 a 30 minutos; será suficiente frotar con una esponja, así se evitará rayar el cromado de estos artículos.

## Problemas de salud
Algunos estudios han demostrado que hay una débil relación inversa entre la dureza del agua y las enfermedades cardiovasculares en los varones, por encima del nivel de 170 mg de carbonato de calcio por litro en el agua. La Organización Mundial de la Salud ha revisado las evidencias y concluyó que los datos eran inadecuados para permitir una recomendación acerca de un nivel de dureza.
Una revisión posterior por František Kožíšek, M.D., Ph.D. Instituto nacional de la salud pública, República Checa da una buena descripción del asunto[cita requerida], e inversamente a la OMS, da algunas recomendaciones para los niveles máximos y mínimos de calcio (40-80 mg/l) y magnesio (20-30 mg/l) en agua potable, y de una dureza total expresada como la suma de las concentraciones del calcio y del magnesio de 60-110 mg/L.